# Luís Augusto de Almeida Macedo
Luís Augusto de Almeida Macedo war zwischen 1856 und dem 29. April 1859 Gouverneur von Portugiesisch-Timor und Solor. Er hatte den Rang eines Oberstleutnants inne und führte das Amt, bis sein Nachfolger Afonso de Castro in der Kolonie eintraf. Dieser war bereits am 8. September 1858 zum Gouverneur ernannt.
Das in Goa aufgestellte Bataillon „Defensor de Timor“ (Verteidiger von Timor) schrumpfte infolge von ständigen Verlusten und Schwierigkeiten bei neuen Rekrutierungen bis 1850 auf die Größe einer Kompanie. Macedo baute die Einheit mit Kräften aus Portugal, Goa, Macau und Mosambik wieder auf ihre alte Stärke von etwa 300 Mann auf. Dabei quälte ihn der ständige Geldmangel der Kolonie. Als das Reich von Manumera rebellierte, sah sich Macedo gezwungen, Geld, das zur Entlohnung der Offiziere und Angestellten vorgesehen war, zum Kauf von Waffen, Munition und Ausrüstung zum Kampf gegen Manumera zu verwenden. Wiederholt bat er die Regierung in Lissabon auch die Rechnung zur Reparatur der Brigg Mondega über 13.060 Rupien zu begleichen, doch auch die versprochenen Subventionen von jährlich 6.000 Patacas blieben aus. 1859 rebellierte der Liurai von Vemasse Dom Domingos de Freitas Soares. Die Revolte wurde noch im selben Jahr niedergeschlagen und Dom Domingos ins Exil nach Lissabon geschickt wurde.
Nachdem 1815 erstmals versucht wurde, Kaffee in Portugiesisch-Timor anzupflanzen, begann Macedo, den Aufbau der Kaffeeindustrie zu fossieren. Sein Nachfolger Castro führte dies erfolgreich fort.
Von Macedo ist sein Tagebuch aus seiner Zeit in Portugiesisch-Timor bewahrt. Hier berichtet er unter anderem, wie chinesische Händler verbotene Waren, eventuell Waffen, an die Callady in den Bergen verkauften.